# Ломовский, Сергей Викторович
 Сергей Викторович Ломовский (род. 21 июня 1969, Москва) — российский скрипач, вторая скрипка Квартета имени Бородина.

## Биография
Родился в 1969 году в Москве. С отличием окончил Московскую Государственную Консерваторию по классу проф. Н.Г.Бешкиной и аспирантуру МГК по классу проф. С.И. Кравченко. В Квартете имени Бородина играет с 2011 года.

## Награды и звания
Обладатель Гран-при Конкурса камерных ансамблей в Анконе Италия в составе «Московского струнного трио».
Награжден Почётным знаком «За достижения в культуре» Министерства культуры РФ.

## Концертная деятельность
Участник фестивалей камерной музыки в Европе и странах ближнего зарубежья, где выступал с В. Третьяковым, Ю. Башметом, М. Брунелло, С. Накаряковым и другими известными музыкантами. В 1992-2011 годах — концертмейстер группы вторых скрипок Камерного ансамбля «Солисты Москвы» под управлением Ю.А. Башмета.
В составе Квартета имени Бородина облетел с концертами вокруг земного шара (2015). Выступал в Уигмор-Холл и Куин-Элизабет-Холл (Лондон), Концертгебау (Амстердам), Музыкоград и Плейель (Париж), Музикферайн (Вена), Концертхаус (Берлин, Вена, Осло, Стокгольм), Аудиторио Насьональ (Мадрид), Элис Талли (Нью-Йорк), Альте-Опера (Франкфурт), Бунка Кайкан (Токио), Театро Фениче (Венеция), Бетховенхалле (Бонн), Гонконг-Сити-Холл, Моцартеум (Зальцбург), Мельбурн Рисайтл Сэнтер, Сидней-Сити- Холл, Тонхалле (Цюрих) и Принцрегенттеатр (Мюнхен), а также зале Кёльнской филармонии, Концертном зале Мариинского Театра, Большом зале Московской консерватории и во многих других.

## Дискография
В составе Квартета имени Бородина
- 2015 (CD): Д. Шостакович. Квартеты № 1 до мажор, № 8 до минор, № 14 фа-диез мажор, две пьесы для струнного квартета.
- 2018 (7 CD): Д. Шостакович. Квартеты №№1–15, Квинтет соль минор, соч. 57, Неоконченный квартет (1961), музыка к кинофильму «Подруги», соч. 41а.